# Wilhelm Loisel
Wilhelm Loisel (* 2. November 1914 in Ebenthal; † 17. Mai 2005 in Pörtschach) war ein österreichischer Maler.

## Leben
Wilhelm Loisel wurde als erster Sohn des akademischen Malers Dominik Loisel früh vertraut mit dem Zeichnen, das er als Kind zum Zeitvertreib betrieb. Sein Vater war ein regional bekannter Künstler, der außerdem noch Kunsterzieher erst am Linzer und danach am Klagenfurter Realgymnasium war.
Das Studium an der Akademie der bildenden Künste Wien von 1932 bis 1936 schloss er mit der Lehramtsprüfung für Zeichnen und Kunstgeschichte ab. Er lehrte an verschiedenen höheren Schulen in Kärnten, ab 1941 war er Soldat im Zweiten Weltkrieg. Nach seiner Rückkehr aus der Gefangenschaft entschloss er sich, freischaffender Künstler zu werden. Er wandte sich nun überwiegend der Natur zu und widmete sich der Schilderung von Landschaften und Blumen in Aquarell und Öl. In den stillen Wintermonaten baute er ein graphisches Werk auf. Hierbei galt seine Vorliebe dem Kärntner Milieu sowie den verschiedensten Blumen und Tieren. Loisel wurde hierbei wohl von seinem Vater und seinen akademischen Lehrern Larwin, Martin und Fahringer beeinflusst und zählt zu den konservativen Künstlern Österreichs.
Schwerpunktmäßig sah er die Natur in ihrer Vielfalt als den größten Lehrmeister. Seinen naturalistischen Stil behielt er in mehr als 50 Jahre künstlerischen Schaffen bei, was sich in einem Gesamtwerk von ungezählten Aquarellen, einer ebenso großen Anzahl von Ölbildern und Hunderten von Radierungen zeigt. Im Jahre 1994 wurde Loisel das Große Ehrenzeichen des Landes Kärnten verliehen.